# Шлейхер, Никита Дмитриевич
Никита Дмитриевич Шлейхер (род. 10 июня 1998, Ставрополь) — российский прыгун в воду. Двухкратный чемпион Европы, четырёхкратный призер и трёхкратный бронзовый призёр чемпионата Европы. Серебряный призёр чемпионата мира. Многократный чемпион России. Мастер спорта России международного класса.

## Биография
Воспитанник училища олимпийского резерва г. Пенза. Многократный победитель и призёр чемпионатов России. В июне 2012 года победил на юниорском чемпионате Европы на вышке. Призёр первенства Европы 2013 года.
Переехав в Казань, стал представлять Татарстан.
На первых Европейских играх завоевал золотую и серебряные награды.
Являлся кандидатом на участие в чемпионате мира 2015 года и в Олимпийских играх 2016 года.
На Летней Универсиаде 2017 года в Тайбэе в соревнованиях в синхронных прыжках с 10-метровой вышки, вместе с Романом Измайловым он выиграл золотую медаль.
В мае 2021 года на чемпионате Европы, который состоялся в Венгрии, в Будапеште, в паре с Евгением Кузнецовым завоевал серебряную медаль в синхронных прыжкам с 3-х метрового трамплина. В индивидуальных прыжках с 3-х метрового трамплина Никита с результатом — 505.80 также завоевал серебряную медаль.
В 2025 году Никита Шлейхер награждён медалью «За доблестный труд» Республики Татарстан.